# Nacionalni park Joshua Tree
Nacionalni park Joshua Tree jedan je od 58 nacionalnih parkova smještenih na području Sjedinjenih Američkih Država.

## Zemljopisni podaci
Park je smješten na jugoistoku američke savezne države Kalifornija u blizini gradova San Bernardino i Twentynine Palms. Područje nacionalnog parka Joshua Tree pokriva površinu od 319.598 hektara, a obuhvaća dijelove dviju pustinja, Mohave i Colorado. Uzduž jugozapadne granice parka protežu se planine Little San Bernardino.

### Pustinja Mohave
Pustinja Mohave je viša, sušnija i nešto hladnija i stanište je biljke juka ((lat.) Yucca brevifolia, (engl.) Joshua Tree) po kojoj je ovaj nacionalni park dobio ime. Osim šuma juke zapadni dio parka sadrži neke od najzanimljivijih geoloških pokazatelja. Dominantne geološke značajke ovog krajolika su brda građena od golog kamena, pa su omiljeno izletište slobodnih penjača. Ravnice među brdima su pošumljene stablima juke što krajolik čini nalik na neki drugi svijet.

### Pustinja Colorado
Pustinja Colorado obuhvaća istočni dio nacionalnog parka Joshua Tree. Ovo je područje stanište biljki Fouquieria splendens, Atriplex, juke i Cholla kaktusa ((lat.) (Cylindropuntia bigelovii). U donjem dijelu doline Coachella, na jugoistoku parka, nalaze se travnjaci na pjeskovitom tlu i pustinjske dine. 

## Klima
Dani u parku su obično vedri, a vlažnost zraka manja od 25%. Najugodnije temperature su tijekom proljeća i jeseni a kreću se između 10°C i 29°C. Zima donosi i hladnije dane s dnevnim temperaturama do 17°C dok se noću spuštaju blizu ništice. Snijeg je rijetka pojava i to samo u višim predjelima parka. Ljeta su vruća pa se dnevna temperatura penje do 40°C, dok se noću u prosjeku spušta na oko 21°C. Padaline su najčešće tijekom kolovoza, dok je lipanj u prosjeku najsušniji mjesec u godini.
| Klimatološki srednjaci za Nacionalni park Joshua Tree (Twentynine palms) | Klimatološki srednjaci za Nacionalni park Joshua Tree (Twentynine palms) | Klimatološki srednjaci za Nacionalni park Joshua Tree (Twentynine palms) | Klimatološki srednjaci za Nacionalni park Joshua Tree (Twentynine palms) | Klimatološki srednjaci za Nacionalni park Joshua Tree (Twentynine palms) | Klimatološki srednjaci za Nacionalni park Joshua Tree (Twentynine palms) | Klimatološki srednjaci za Nacionalni park Joshua Tree (Twentynine palms) | Klimatološki srednjaci za Nacionalni park Joshua Tree (Twentynine palms) | Klimatološki srednjaci za Nacionalni park Joshua Tree (Twentynine palms) | Klimatološki srednjaci za Nacionalni park Joshua Tree (Twentynine palms) | Klimatološki srednjaci za Nacionalni park Joshua Tree (Twentynine palms) | Klimatološki srednjaci za Nacionalni park Joshua Tree (Twentynine palms) | Klimatološki srednjaci za Nacionalni park Joshua Tree (Twentynine palms) | Klimatološki srednjaci za Nacionalni park Joshua Tree (Twentynine palms) |
| mjesec                                                                   | sij                                                                      | velj                                                                     | ožu                                                                      | tra                                                                      | svi                                                                      | lip                                                                      | srp                                                                      | kol                                                                      | ruj                                                                      | lis                                                                      | stu                                                                      | pro                                                                      | godina                                                                   |
| ------------------------------------------------------------------------ | ------------------------------------------------------------------------ | ------------------------------------------------------------------------ | ------------------------------------------------------------------------ | ------------------------------------------------------------------------ | ------------------------------------------------------------------------ | ------------------------------------------------------------------------ | ------------------------------------------------------------------------ | ------------------------------------------------------------------------ | ------------------------------------------------------------------------ | ------------------------------------------------------------------------ | ------------------------------------------------------------------------ | ------------------------------------------------------------------------ | ------------------------------------------------------------------------ |
| srednji maksimum, °C                                                     | 17,3                                                                     | 20,3                                                                     | 23,2                                                                     | 27,6                                                                     | 32,6                                                                     | 38,1                                                                     | 40,8                                                                     | 39,5                                                                     | 35,7                                                                     | 29,7                                                                     | 21,8                                                                     | 17,1                                                                     | 28,6                                                                     |
| srednja dnevna temperatura, °C                                           | 9,6                                                                      | 12,0                                                                     | 14,5                                                                     | 18,3                                                                     | 23,1                                                                     | 28,0                                                                     | 31,2                                                                     | 30,2                                                                     | 26,4                                                                     | 20,5                                                                     | 13,6                                                                     | 9,4                                                                      | 19,7                                                                     |
| srednji minimum, °C                                                      | 1,8                                                                      | 3,7                                                                      | 5,8                                                                      | 9,0                                                                      | 13,4                                                                     | 17,9                                                                     | 21,6                                                                     | 21,0                                                                     | 17,1                                                                     | 11,2                                                                     | 5,3                                                                      | 1,6                                                                      | 10,8                                                                     |
| oborine, mm                                                              | 12,5                                                                     | 8,8                                                                      | 10,1                                                                     | 2,6                                                                      | 1,6                                                                      | 0,2                                                                      | 15,0                                                                     | 18,1                                                                     | 11,0                                                                     | 8,8                                                                      | 7,6                                                                      | 12,5                                                                     | 109,8                                                                    |
| Izvor: Worldclimate.com, podaci za razdoblje 1961. – 1990.               |                                                                          |                                                                          |                                                                          |                                                                          |                                                                          |                                                                          |                                                                          |                                                                          |                                                                          |                                                                          |                                                                          |                                                                          |                                                                          |

## Vanjske poveznice
- http://www.joshua.tree.national-park.com/  Arhivirana inačica izvorne stranice od 23. travnja 2010. (Wayback Machine)
- Joshua Tree National Park, California (engl.)

## Galerija
- Stablo juke (Yucca brevifolia)
- Cholla kaktus (Cylindropuntia bigelovii)
- Penjač
- Zalazak sunca u parku

## Ostali projekti
|  | Zajednički poslužitelj ima stranicu o temi Nacionalni park Joshua Tree    |
|  | Zajednički poslužitelj ima još gradiva o temi Nacionalni park Joshua Tree |